# 吉村雄輝
吉村 雄輝（よしむら ゆうき、1923年2月2日 - 1998年1月29日、本名：橋本昇一（はしもと しょういち））は、上方舞吉村流四世家元で、人間国宝。高知県生まれ。元鹿児島テレビ放送アナウンサー・大阪芸術大学教授の石川豊子と俳優の池畑慎之介（ピーター）の実父。

## 来歴・人物

### 弟子入り
橋本昇一は、新派の役者・高田実夫妻にかわいがられたことが芸の道に入るきっかけとなった。1928年（昭和3年）、昇一が5歳のとき、高田の妻は知人だった大阪南地宗右衛門町の吉村流二世家元・吉村ゆうのもとに昇一を入門させる。さらに9歳になると高田実は昇一を自らの養子とし、素人の子はとらないことにしていた三世家元・吉村雄光の内弟子に押し込んだ。
吉村流の家元は世襲せず、代々実力のある女性の内弟子が跡を継いできた。また舞というものは他の者の舞う姿を見て習得するものだと考えていた雄光は、男子の昇一にこれといって芸を教えようとはしなかった。そこで昇一は三味線や地歌に加え、積極的に茶道、華道、裁縫なども習い、また洗濯やアイロンかけなどの家事も引き受けて、女性のしぐさを身につけていった。

### 吉村流を再興
着々と実力をつけていった昇一は、1939年（昭和14年）に吉村雄輝を名取る。しかしまもなく太平洋戦争が始まり、稽古も自由にできないような時勢になると、18歳になった雄輝は志願して海軍に入隊、暗号兵として働いた。台湾で終戦を迎えて大阪に復員するが、帰ってみるとミナミ一帯は空襲で焼け野原となっており、代々家元に伝わった譜面や振り付けの多くも焼失していた。しかたなくヤミ屋をやって生計を立てていたが、思いがけず吉村流から、当時病気がちになっていた家元・雄光にかわって吉村流を再興してくれないかという依頼を受ける。
ここから雄輝の意欲的な舞踏活動が始まり、吉村流は一地方の花柳界の芸事から全国的な伝統舞踊の域にまで昇華してゆく。
舞では、男性は袴をはくのが常だったが、雄輝はあえて着流し姿で舞うことを選んだ。女性の所作を身につけながら育った雄輝にとって、女性の体の線を美しく表現するには衣装も化粧もいらず、ただ膝を巧みに折って全身の動きで女らしさを見せれば良かったのである。
雄輝はまた、高田実との養子の縁で親しくなっていた新派の女形・花柳章太郎を第2の師匠と仰ぎ、その誘いで1949年（昭和24年）、東京にも稽古場を設けて上方舞研究会を始めた。さらに吉村流の舞を全国に広めようと各地に稽古にも出かけている。雄輝のもとにはしだいに舞台公演やテレビ出演依頼が舞い込むようになり、全国にファンや弟子が増えていった。

### 鬼の雄輝
この頃雄輝は、大阪の高級料亭「濱作」の長女・池畑清子と結婚した。「濱作」には、中村鴈治郎や岩井半四郎らが出入りし、上方歌舞伎の粋がただよう中で、清子はお嬢様で育ったという。1952年（昭和27年）に長男・池畑慎之介が誕生。のちのピーターである。
師匠の雄光が自分にはなにも教えてくれなかったのとは打って変わって、雄輝は慎之介に3歳で初舞台を踏ませ、お家芸の跡継ぎとして我が子を厳しく仕込んだ。そんな芸一筋の雄輝と清子の間にはやがて溝ができ、1957年（昭和32年）に離婚。好きな方を選べと言われた慎之介は、父は鬼のように怖かったので、母と住むことを選ぶ。清子と慎之介は鹿児島へ移り住んでいった。
独り身になった雄輝は一層芸に励むようになり、名実ともに吉村流を牽引する存在となっていった。1961年（昭和36年）、雄輝は男性としてはじめての吉村流四世家元を襲名する。

### 意欲的な創作活動
雄輝はストーリー性を重視した、わかりやすく新しい振り付けを創作していった。また自らが「ステージダンサー」として舞う新しいスタイルも確立。1958年（昭和33年）に発表した創作舞踊『こうの鳥』や、家元襲名後に発表した『宗右衛門町』は舞踊界から高い評価を受けた。『宗右衛門町』は、一人の老女が花柳界で過ごした半生を回顧するというストーリー。左腕で翼、右手の扇でプロペラを表して、空襲に来たB29爆撃機を表現するなど、独特な振り付けが織り込まれていた。さらに能、歌舞伎、新派など、他の芸能の手法をも大胆に取りいれていった。
やがて息子・慎之介の家出事件を契機に妻・清子と復縁、妻子を大阪に呼び戻し家族3人で暮らし始める。慎之介はその2年後には東京へ出て、俳優・歌手としてデビューすることになるが、これでかえって舞踊の創作と流派の普及に専心するようになる。
1986年（昭和61年）、人間国宝に認定。1997年（平成9年）11月には文化功労者に選ばれ、次は文化勲章かと期待されたが、直後の1998年1月29日、心筋梗塞で急逝した。74歳没。

### 雄輝後の吉村流
鬼の雄輝の内弟子は長く続かないことでも有名だった。一方、芸能界に身を置いているとはいえ、3歳のときから父に厳しくし込まれた慎之介は、「吉村雄秀」の名取を持つ才能ある舞踊家で、吉村流の定例会などにはきちんと出ていた。晩年になるとさすがの雄輝も気が弱くなったのか、「慎之介をどうかよろしく」と家元継承を示唆する発言もしていたというが、雄輝が死去すると池畑は「雄秀」の名取を返上して吉村流を自ら離れ、家元は実力のある内弟子が継ぐ、という流派の伝統を守らせた。
その結果、内弟子一の高弟だった吉村雄輝夫が五世家元を継ぐことになったが、襲名直後の2000年（平成12年）5月に急逝してしまう。翌年、弟弟子の吉村輝章が六世家元を継いで現在に至っている。

## 受賞歴
- 1986年（昭和61年）、人間国宝認定
- 1997年（平成9年）11月、文化功労者

## その他

### 出演
- 新・にっぽんの芸能「蔵出し！名舞台　上方舞 吉村雄輝」（2022年10月21日、NHK Eテレ）[1]

## 参考史料
- 月刊『邦楽と舞踊』51巻6月号、53巻4月号
- 『Peter's Choice ピーターが選択してきたこと』ピーター著、扶桑社
- テレビ朝日「グレートマザー物語」2003年2月9日放送番組
- 日系ネット関西版「カルチャー」2006年9月9日付記事
- ほか